# مراتي مجنونة مجنونة مجنونة (فلم)
مراتي مجنونة مجنونة مجنونة هو فيلم مصري عرض عام 1968، بطولة فؤاد المهندس وشويكار، ومن إخراج حلمي حليم.

## قصة الفيلم
يفترق زوجان بعد متاعب عديدة بسبب الغيرة الشديدة، يتم الطلاق بينهم رغم شعور كل منهما بالحب نحو الآخر وذلك نتيجة طلاقهما ثلاث مرات، يبحث الزوج عن سكن فيتعرف على ثري عجوز له ابنة تهيم حبًا به فيتزوجها، وتحاول الزوجة السابقة إفساد هذه الزيجة فتتزوج من والد زوجة زوجها السابق، ويصيرا تحت سقف واحد من جديد.

## طاقم التمثيل
- فؤاد المهندس: (حمدي)
- شويكار: (إلهام)
- عماد حمدي: (المستكاوي)
- صلاح منصور: (أبو الدهب - المنتج)
- بدر الدين جمجوم: (ثروت)
- نادية الجندي: (عايدة)
- عبد العظيم عبد الحق: (والد العروس المرشحة لحمدي)
- ميمي شكيب: (خالة إلهام)
- أحمد شكري: (صديق المستكاوي)
- حامد مرسي: (صديق المستكاوي)
- حسن مصطفى: (المأذون)
- نبيلة السيد: (نواعم - الخادمة)
- كامل أنور: (الجنايني)
- حسين إسماعيل: (سائق التاكسي)
- إدمون تويما: (مقيم المزاد)
- زكريا موافي: (حسن - أخو العروس المرشحة لحمدي)
- أنيس طاهر: (حسين - أخو العروس المرشحة لحمدي)
- سيد العربي: (حسنين - أخو العروس المرشحة لحمدي)

## فريق العمل
- إخراج: حلمي حليم
- قصة: فتوح نشاطي
- سيناريو وحوار: سمير خفاجي
- مدير التصوير: كمال كريم
- مونتاج: فتحي قاسم، فتحي داود
- موسيقى تصويرية: علي إسماعيل
- إنتاج: شركة القاهرة للإنتاج السينمائي (كامل الحفناوي)
- توزيع: شركة القاهرة للتوزيع السينمائي